# إرمينيو بولزان
إرمينيو بولزان (بالإيطالية: Erminio Bolzan)‏ (مواليد 29 مايو 1908) هو ملاكم إيطالي، مثّل بلاده في الألعاب الأولمبية الصيفية 1936.

## روابط خارجية
إرمينيو بولزان على موقع أوليمبيديا (الإنجليزية)